# Lalín
Lalín és un concello gallec de la província de Pontevedra, en la Comunitat Autònoma de Galícia, Espanya, i és la capital de la comarca do Deza.
Té una població 20.732 habitants (01-01-2005). És considerat el quilòmetre zero de Galícia. Segons un dels fills il·lustres de Lalín, el matemàtic José Rodríguez González (més conegut com a matemàtic Rodríguez), el centre geogràfic de Galícia està en la parròquia de Bermés, en Lalín.
El municipi pertany a la Diòcesi de Lugo, i està dividit en cinquanta-dues parròquies.
El seu alcalde és Xosé Crespo Iglesias del Partit Popular.

## Situació i dades geogràfiques
Limita amb els municipis de Silleda, Vila de Cruces, Agolada, Rodeiro i Dozón, pertanyents també a la comarca do Deza.
Té una extensió de 326 km quadrats. És el municipi més gran de Pontevedra, i el quart de Galícia.
Els arbres del municipi són, principalment: pins, castanyers, eucaliptus i roures. El clima lalinense és Atlàntic humit. Plou ben sovint i la temperatura mitjana anual és aproximadament de 12 graus.

## Història
El nom de Lalín va aparèixer el segle x, referit al monestir de San Martín, i les terres que van ser treballades temps arrere pel colon "Lalino". Més tard les van heretar els Comtes de Deza. El nom va aparèixer en nombrosos textos medievals i ve, suposadament, d'un joc de paraules amb "llana" i "lli", per l'abundància d'aquests productes.
En Lalín hi ha uns trenta castros, que evidencien la prehistòria local, i també hi ha una dotzena més de topònims que mostren que hi ha hagut assentaments semblants, però ja desapareguts. Es conserven, a més, un centenar de mámoas, anteriors a l'època dels castros.
També hi ha hagut troballes preromàniques, com puntes de fletxes, objectes de ceràmica, matxets, etc.

## Personalitats
- Ramón María Aller Ulloa, astrònom.
- Wenceslao Calvo Garra, metge.
- Manuel Ferreiro Panadeiro, polític i alcalde republicà.
- José Fondevila García, sindicalista republicà.
- Xesús Golmar, mestre i galleguista.
- Ramón González Vigide, agrarista.
- Jesús Iglesias Surribas, periodista i editor.
- Joaquín Loriga Taboada, aviador.
- Gonzalo Navaza Blanco, escriptor i lingüista.
- Xosé Otero Abeledo Laxeiro (1908-1996), pintor.
- Xosé Rodríguez González (Matemòtic Rodríguez).
- Benito Varela Jácome, filòleg.

## Indústria i comerç
La situació de Lalín com a centre geogràfic gallec, ho situa com un punt de confluència comercial important. El municipi compta amb importants empreses en tots els sectors. Lalín té els polígons industrials de Botos i Lalín 2000, amb nombroses empreses instal·lades en ells.
Una important indústria en Lalín és la del tèxtil. Hi ha diverses empreses lalinenses de moda de gran importància a nivell nacional.
Una iniciativa comercial és el CCU (Centre Comercial Urbà), compost per empreses del municipi. Lalín compta també amb dos grans centres comercials.
Ara també hi ha una nova associació que s'anomena Forum Urbà, que es compon d'un gran nombre de comerciants, empresaris, hostalers i sector servicis, els quals estan treballant en la millora de tots els sectors.

## Esport
L'equip de futbol de Lalín és el CD Lalín, que ha arribat a jugar a Segona B. L'handbol també és de vital importància en el municipi, amb el seu equip, el Portadeza Lalín, així com l'equip de Rugbi "Vos Abellóns" que juguen en 1a Divisió.

## Festivitats
El diumenge anterior a carnestoltes, en Lalín se celebra la Fira de l'Olla, una de les festes gastronòmiques gallegues de major importància, en la que s'exposen i es degusten olles i altres productes típics de la comarca del Deza. A més, es realitzen desfilades de carruatges, comparses, etc. També se celebren concerts, exposicions i la Gala de la Gastronomia, on s'entreguen els Premis de Gastronomia de Galícia.
Un altre esdeveniment festiu és la Fira del Cavall, en la primera setmana d'abril.
En el mes de setembre, se celebren les festes patronals, en honor de la verge d'As Daures (Els Dolores), on hi ha fires, concerts i altres activitats lúdiques.
En la parròquia de O Cosset, se celebra una important romeria religiosa, on acudixen devots de tot Galícia, els dies 23 i 24 de juny.
Els dies de mercat són el 3 i el 18 de cada mes.

## Ciutats agermanades
Lalín està agermanada amb:
- Escaldes-Engordany